# Detlev von Einsiedel

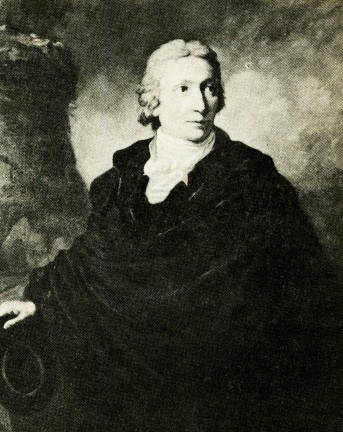
Detlev von Einsiedel, Ölgemälde von Anton Graff

Detlev Graf von Einsiedel (* 12. Oktober 1773 in Wolkenburg; † 20. März 1861 in Dresden) war ein sächsischer Staatsmann und Eisenhüttenunternehmer.

## Familie

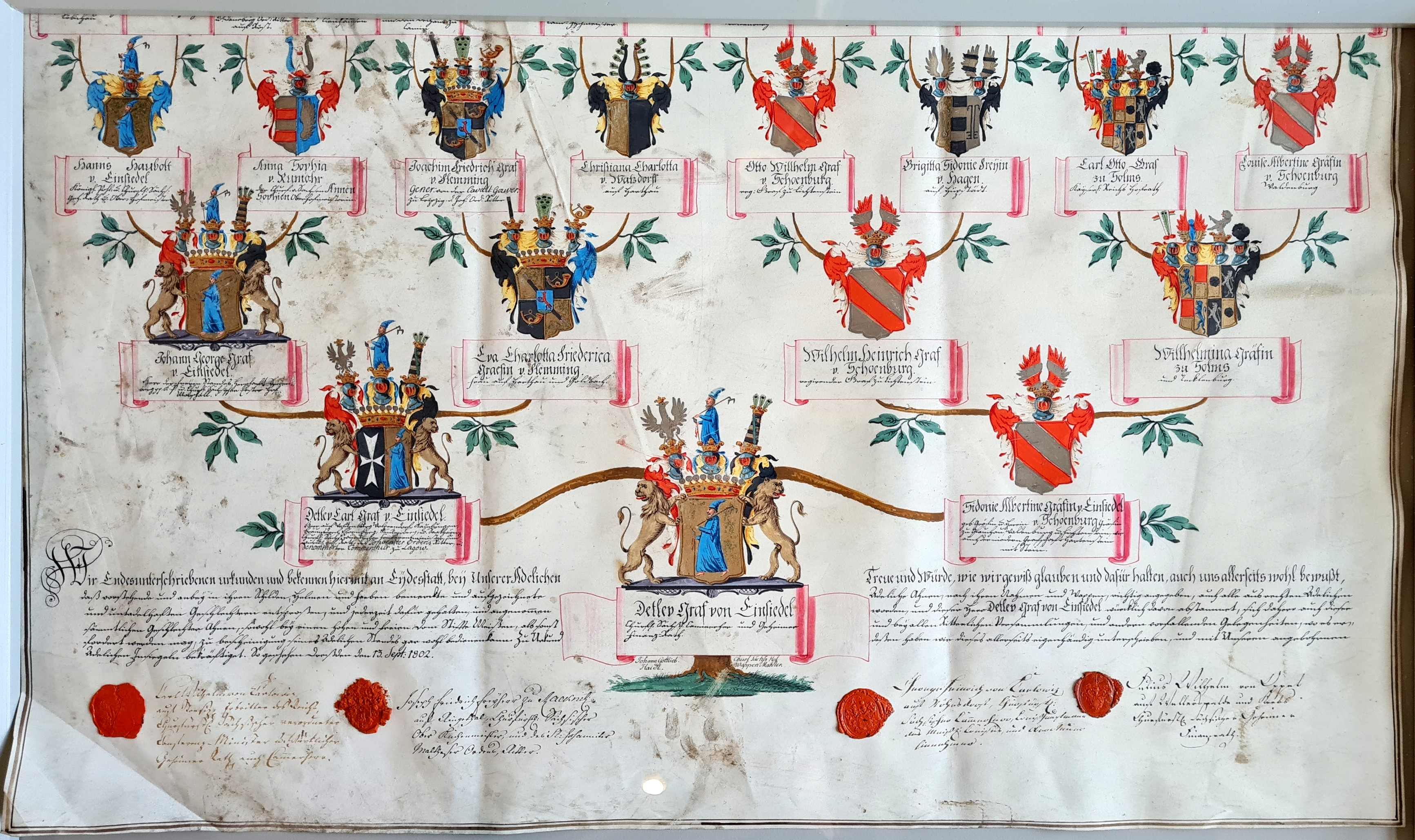
Ahnentafel des Detlef Graf von Einsiedel im Dommuseum Meißen

Der aus der in Wolkenburg an der Zwickauer Mulde ansässigen Linie der Adelsfamilie von Einsiedel stammende Detlev war der dritte Sohn und insgesamt das siebente von 13 Kindern des Ministers Detlev Carl Graf von Einsiedel (1737–1810). Seine Mutter, Sidonie Albertine geb. Gräfin von Schönburg-Lichtenstein, starb bereits 1787.

## Leben
Einsiedel besuchte die Kreuzschule Dresden, bevor er sich 1790 an der Universität Wittenberg immatrikulierte. Dort war er unter anderem mit Novalis befreundet. Nach Studienende trat er in den sächsischen Staatsdienst ein und wurde 1794 Supernumerar-Amtshauptmann (d. h. „überzähliger“ Beamtenanwärter ohne Einkommen) des Meißnischen Kreises, 1795 Supernumerar-Obersteuereinnehmer und 1797 Kammerherr (ebenfalls ein Titel ohne Einkommen). Erst 1801 erhielt er durch die Ernennung zum Geheimen Finanzrat eine bezahlte Stelle im Staatsdienst. 1809 folgte der Posten als Kreishauptmann des Meißnischen Kreises. In dieser Funktion richtete von Einsiedel die sächsische Gendarmerie ein.

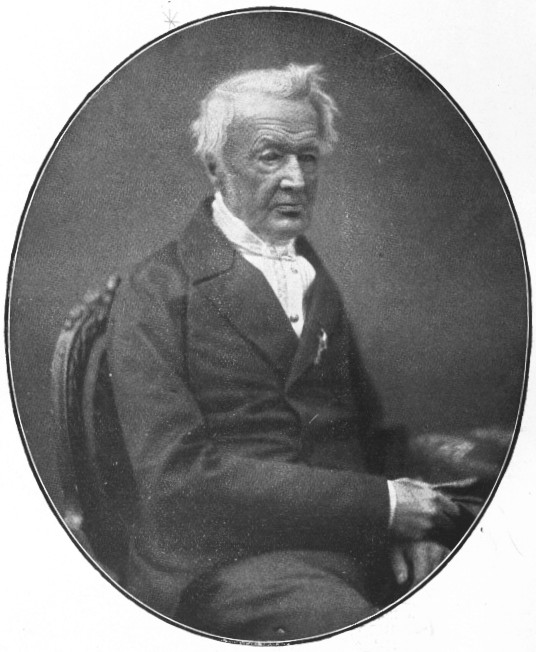
Detlev von Einsiedel um 1860

1794 überließ ihm sein Vater die Herrschaft Saathain, die er jedoch bereits zwei Jahre später veräußerte.
Nachdem er sich 1811/1812 führend an den Vorbereitungen eines neuen Abgabesystems beteiligt hatte, wurde er am 14. Mai 1813 Kabinettsminister, Staatssekretär des Inneren in Dresden und übernahm am 18. Mai auch das Amt des Staatssekretärs für auswärtige Angelegenheiten. In dieser Funktion begleitete er König Friedrich August I. von Sachsen nach der Völkerschlacht bei Leipzig in die Gefangenschaft und nahm als dessen Bevollmächtigter am Wiener Kongress teil. Ab 1825 leitete er als einer von drei Administratoren das Fletchersche Lehrerseminar in Dresden. Einsiedels Einfluss vergrößerte sich noch mehr unter König Anton von Sachsen, allerdings wurde er 1830 zum Rücktritt gezwungen, da er allen Staatsreformen ablehnend gegenüberstand.
Als Unternehmer war Detlev Graf Einsiedel aufs Engste mit dem sächsischen Eisenhüttenwesen verbunden. Bereits sein Vater, Detlev Carl Graf von Einsiedel, galt Ende des 18. Jahrhunderts als ein führender Kopf im deutschen Eisenhüttenwesen. Er betrieb die Eisenwerke in Lauchhammer und Gröditz, die er zielstrebig ausbaute und auf die der Ruf des kursächsischen Eisen-Kunstgusses zurückgeht. 1804 übernahm Detlev Graf von Einsiedel die Verwaltung der Eisenhütten, für die er sich nach seinem Rückzug von den politischen Ämtern wieder verstärkt engagierte. Zwischen 1833 und 1836 erweiterte er sein Unternehmen um ein neu errichtetes Eisenwerk in Berggießhübel, 1850 kaufte er das von Alexander und Heinrich Schönberg gegründete Eisenwerk in Gröba bei Riesa und auch die bestehenden Werke in Lauchhammer und Gröditz wurden ständig dem Stand der Eisenhüttentechnik entsprechend erweitert. 1840 gründete Einsiedel die „Gewerkschaft der Gräflich Einsiedelschen Eisenhütten“ und bezog so die weit verzweigte Familie in die Leitung seiner Unternehmungen ein. Trotz aller Bemühungen gestaltete sich die Geschäftsführung der Eisenhütten nach 1850 zunehmend schwierig, da alle Standorte zu weit entfernt von den entsprechenden Erz- und Steinkohlevorkommen lagen und insbesondere der Hauptstandort Lauchhammer verkehrstechnisch nur schwer erreichbar war. Nach dem Tod von Detlev Graf von Einsiedel war die Hüttengewerkschaft 1871/1872 wegen Überschuldung zum Verkauf der Betriebsteile gezwungen.

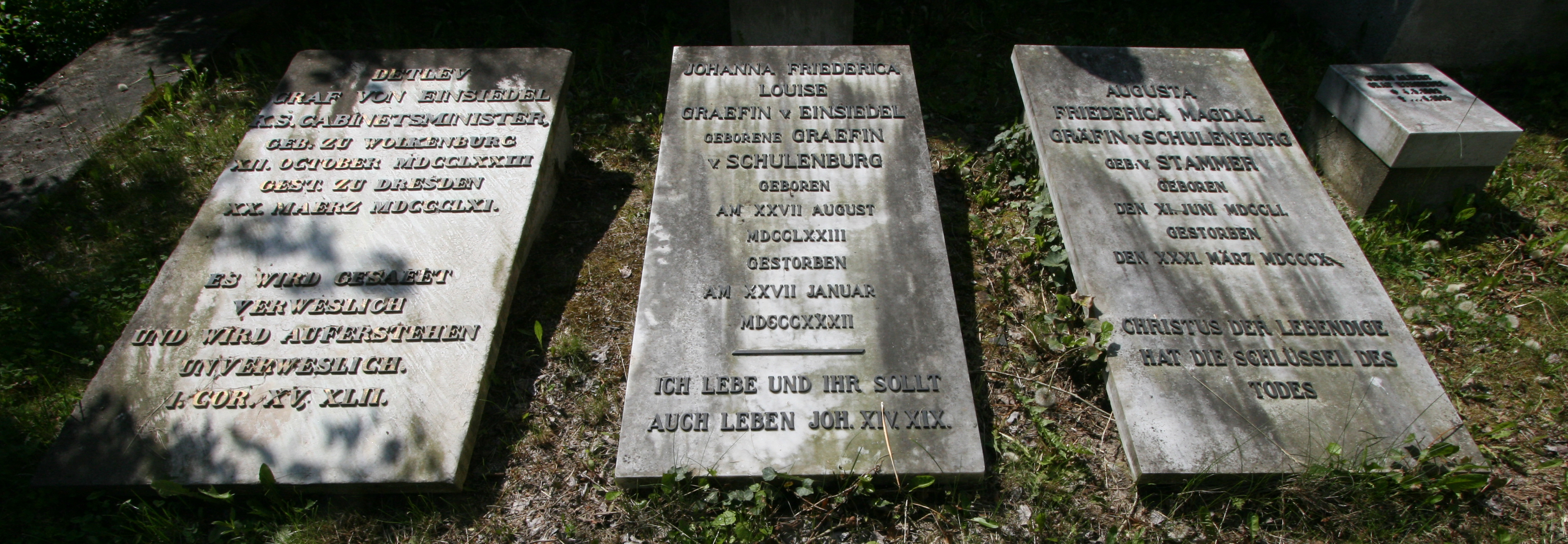
Die Gräber Detlev von Einsiedels (links) und seiner Ehefrau (Mitte) an der Kirche in Prietitz

Detlev von Einsiedel verstarb in Dresden und wurde neben seiner Frau Johanna Friederike Luise (geborene von der Schulenburg, 1773–1832) an der Kirche in Prietitz beigesetzt. Die Gräber sind bis heute erhalten. Die erstmals in der Neuen Deutschen Biographie (NDB) enthaltene Angabe, dass Detlev von Einsiedel an seinem Geburtsort in Wolkenburg („ebenda“) gestorben sei, dürfte falsch sein. Das Ehepaar hatte zwei Kinder. Georg Albert (1803–1805) verstarb schon als Kleinkind. Ihre Tochter Johanna Auguste (1805–1871) heiratete 1826 in erster Ehe Friedrich Freiherr von Friesen (1796–1871), der beiden Kammern des Sächsischen Landtags angehörte. Die Ehe wurde 1836 geschieden. Eine zweite Ehe ging sie mit Heinrich Graf von Bünau (1810–1842) ein. In dritter Ehe war sie 1851 mit Karl Sahrer von Sahr (1805–1874) verehelicht. Dieser war in den 1870er Jahren Abgeordneter der I. Landtagskammer. Alle Ehen der Tochter blieben kinderlos.